# Kirbya moerens
Kirbya moerens är en tvåvingeart som först beskrevs av Johann Wilhelm Meigen 1830.  Kirbya moerens ingår i släktet Kirbya och familjen parasitflugor. Inga underarter finns listade i Catalogue of Life.